# 江蘇省 (中華民國)
江蘇省，簡稱「蘇」，是原中華民國下轄的一個省級行政區，為延續清代所設置的22省之一，亦是華中七省之一。民国初年，辖区大体与今江苏省相近。民國十六年（1927年）时，剥离出上海特别市、南京特别市。民國三十八年（1949年）中央政府遷臺前南京市為中華民國首都。

## 歷史沿革

### 省名由來
得名於清代江寧府和蘇州府二府之首字，簡稱「蘇」。

### 辛亥革命及临时政府
宣統三年（1911年）辛亥革命爆發後，南方各省紛紛宣佈獨立。九月十三日（西曆11月3日），上海起義，於3天後成立滬軍都督府；十五日（西曆11月5日），江蘇巡撫程德全在蘇州宣布江蘇獨立，並於當日建立江蘇都督府。十月十二日（西曆12月2日），江浙聯軍攻克南京，江蘇都督府遷往南京。在此之前，松江、無錫、鎮江、嘉定、南通、揚州、徐州、江寧等地相繼建立軍政分府及都督府。
民國元年（1912年）1月1日，中華民國臨時政府在南京成立，孫中山在此宣誓就任臨時大總統。1月9日，江蘇都督府遷回蘇州。此後廢鎮江都督府，置江北都督、徐州軍政長，為江蘇都督府的軍政分府。滬軍都督府改置為民政等廳。臨時政府北遷之後，江蘇都督府再次遷往南京。11月19日，置江蘇民政長，為全省民政長官。12月，軍民分治，省行政公署成立。
袁世凱於2月15日，被參議院選為臨時大總統，隨後孫中山正式宣佈解除自己臨時大總統職務，臨時參議院決定將政府遷往北京，是年3月，臨時政府北遷之後，袁世凱在4月軍事會議，制定全國裁軍計劃，要求第一步把全國軍隊裁減一半。袁任命黃興為南京留守處留守，主要目的就是想利用黃興遣散軍隊，而黃竟以為建設時期已到，通過民主方式即可約束袁氏，因而大刀闊斧地在同盟會勢力所及的江南地區積極裁軍，如南京附近的革命軍隊，僅兩個月時間就三去其二，只編成３個師。因而在袁世凱準備以武力消滅革命黨人之時，革命黨人就已處於極度不利的境況之中。

### 反袁起義
民國2年（1913年）初，由同盟會聯合其它團體組成的國民黨在第一屆國會選舉中取得了壓倒多數的席位，國民黨代理理事長宋教仁準備著手組織內閣時，於3月25日在上海火車站遇刺身亡。孫中山由日返滬，商討對策，堅決主張對袁世凱進行討伐，但黨內意見極不統一，黃興等人以為軍事上不足與袁世凱抗衡，因而主張法律解決，黨內只有李烈鈞等少數人支持孫中山的意見，4月和5月，國民黨曾在上海兩次召開秘密會議，但未能統一意見，做出決策。而此時袁世凱則於4月26日與五國銀行團簽定2500萬英鎊的借款協定事之後，立即準備對國民黨進行討伐。北洋軍兵分二路，東路由第2軍軍長馮國璋率第4、5兩師及張勳、雷振春、倪嗣沖等部由津浦路與河南向南京、安徽進迫，另派海軍由鄭汝成率領在上海登陸，搶佔上海製造局。在部署基本就緒之後，於6月撤免李烈鈞、胡漢民、柏文蔚等都督職。孫中山見戰爭迫在眉睫，不顧黨內反對意見，毅然決定發動討袁戰爭。在7月12日李烈鈞發佈討袁檄文及通電後，原不贊成武力討袁的黃興，因遭到黨內激進派的責難，自告奮勇赴南京，與李烈鈞互為回應，於15日宣佈討袁，被推為南京討袁軍總司令。隨後，安徽、湖南、廣東、福建、四川等省也先後宣佈獨立。袁世凱於7月23日宣佈通緝孫中山。
江蘇方面，江蘇討袁軍冷遹的第3師駐守徐州，與北洋軍張勳等部在利國驛一帶激戰，互有進退，後因北洋軍兵力增加，而討袁軍中則有部隊被北洋軍策反，致使戰線崩潰，7月24日放棄徐州。原計劃前線各軍在臨淮關設防再守，但後因江西及徐州戰事失利，軍心渙散，各師相繼自行撤退，馮國璋即率北洋第2軍很快渡江，黃興於萬不得已中一走了之。駐守南京的革命軍在沒有領導和統一指揮下，進行了天堡城保衛戰，人自為戰，血戰20餘天，至9月11日，終因兵力懸殊，南京失守。上海方面，陳其美於7月22日率蔣中正、劉福彪等部進攻北洋軍盤踞的上海製造局，但久攻未下，被迫撤退。居正、鈕永鍵防守的吳淞炮台，在北洋海軍的攻擊之下，堅持到8月13日終於失守。其他各省，或敗或降，江南基本上落入袁氏之手。大批革命黨人慘遭殺害，孫中山、黃興等人被迫流亡日本。
民國4年（1915年）12月，雲南護國軍起義反袁，隨著北洋軍全線崩潰及各省紛紛宣布獨立，使袁遭到沉重打擊。民國5年（1916年）6月6日，袁世凱去世。

### 江浙戰爭
袁世凱死後，全國陷入軍閥割據狀態，江蘇此時為直系軍閥馮國璋的勢力範圍。這一時期，江蘇的民族工商業迅速崛起，無錫、南通和常州的紡織工業得到較大發展。民國元年（1912年）到14年（1925年）之間，津浦鐵路和隴海鐵路陸續通車，徐州作為鐵路樞紐，再度成為一個重要城市。
直系軍閥獨攬北京政權以後，咄咄逼人，不可一世。各種反直勢力深感壓力，民國13年（1924年）9月，孫中山、張作霖、段祺瑞正式組成反直同盟，雙方又在尋找新的戰機。浙江督軍盧永祥和松滬護軍使何豐林原為皖系，而江蘇督軍齊燮元為直系將領，直系千方百計想將上海和浙江劃入自己勢力範圍，因而此一戰勢不可免。9月，齊燮元藉口盧永祥收容了直系軍閥孫傳芳擊敗的福建皖系臧致平、楊化昭部隊，向盧發動進攻，戰端即開。直系為打敗盧永祥，動員了蘇、皖、閩、贛、鄂、6個省的直軍共5個師5個旅，共4萬多人，由齊任總司令，分路向上海、長興等地發動進攻。盧永祥則將其所屬部隊及從福建退入浙江的皖軍組成淞滬聯軍與之對抗。9月3日，兩軍在黃渡相遇，戰爭爆發。上海為兩軍爭奪焦點，因而雙方均將主力集中於淞滬周圍，反復激戰於黃渡、安亭、瀏河、南翔、羅店、青浦、嘉定之間。後孫傳芳率部由閩入浙，防守仙霞嶺的盧軍一部倒戈，浙江戰場激變，盧永祥被迫放棄浙江。9月25日孫傳芳進入杭州。之後，齊燮元指揮各路直軍全力進攻淞滬，掃清上海週邊，直抵龍華。10月3日、盧永祥通電下野，14日齊燮元軍隊進佔上海，江浙戰爭結束。
民國14年（1925年）10月，在浙江的直系軍閥孫傳芳自任浙、閩、皖、贛、蘇五省聯軍總司令，分兵進攻奉系軍閥。奉軍為縮短戰線保存實力，將部隊從上海、南京一帶撤至徐州，從此東南五省成為孫傳芳的勢力範圍。

### 北伐戰爭
民國15年（1926年）7月，國民革命軍在廣州誓師北伐，在兩湖擊敗吳佩孚取得勝利之時，準備在江西開闢新的戰場，實現消滅孫傳芳的戰略目標。8月下旬，孫傳芳在南京召開軍事會議，決定從蘇、浙、皖抽調兵力，組成援贛軍，任命盧香亭為總司令，率兵進入江西，孫傳芳隨後趕赴江西親自督戰。11月上旬北伐軍進入南昌，孫傳芳潛逃南京。孫傳芳在江西戰場投入的10萬兵力，絕大部分被北伐軍殲滅，動搖了孫在東南五省的統治。
在北伐軍取得重大勝利之時，奉系軍閥張作霖決定出兵援助孫傳芳及吳佩孚。民國16年（1927年）1月7日，國民革命軍總司令部在南昌召開軍事會議，決定即先攻取浙江、淞滬，消滅孫傳芳主力，然後合攻南京。北伐軍編為3路，東路由何應欽任總指揮，白崇禧為前敵總指揮，以第一軍為主，轄6個縱隊，分2路由贛東和閩北進攻浙江，奪取杭州、上海。2月下旬，北伐軍在浙江戰場取得勝利之後，立即進軍蘇、皖，攻取滬、寧，以東路軍的第1、2、3縱隊沿滬杭線進攻上海，第4、5、6縱隊及中路軍的第二軍進攻蘇、錫、常一帶，兩路協同圍殲浙滬之敵，而後與江右軍會攻南京。此時孫傳芳將餘部２萬餘人全都佈署在上海周圍的松江、青浦、蘇州一線，準備決戰到底。直魯軍也派萬餘人分赴上海、松江、南京、鎮江等地助戰。3月13日，兩軍在蜀山、張諸、溧陽一帶展開激戰，14日北伐軍攻克張諸、蜀山、宜興，佔領溧陽，至20日，各縱隊分別佔領滬寧線上黃村、奔牛、呂城、常州、丹陽等地，切斷上海與南京的聯繫。北伐軍此時重新佈署，東路軍由白崇禧率領第1、2、3縱隊進攻上海，第4、5、6縱隊配合，主力進攻松江之敵。北伐軍與直魯軍激戰兩晝夜，於3月21日奪取松江，上海門戶已開。何應欽即命各部向上海進攻，第一師攻佔龍華，第二十六師至梅家街，第二十一師進佔蘇州，海軍進攻吳淞，上海已為北伐軍四面合圍。3月21日上海工人在國民黨鈕永建和共產黨周恩來等領導下，發動第三次武裝行動，佔領了除租界以外的上海市區，並建立起一支2,700人的工人纠察队。3月22日，白崇禧率部進入上海。
3月20日，中路軍的程潛命包圍南京的各部隊向南京週邊各據點發起猛攻，經過3日激戰，陸續攻克陶鎮、秣陵關、龍都鎮、江寧鎮，直逼南京近郊。何應欽所率東路軍也到達鎮江。3月23日，程潛下令總攻南京，當天即突入南京城，孫軍與直魯軍倉惶潰逃，北伐軍俘虜4,000餘名，繳槍300餘枝，炮百門，順利攻克南京。蔣中正等國民黨人員認為共產黨在國民黨內部勢力日益膨脹，「黨中有黨」，如不早日鏟除今後會更難控制，發動清黨行動。四一二事件以後，親共的汪兆銘武漢國民政府在4月15日於武漢召開的國民黨中央第二屆常委會第七次擴大會議，嚴厲聲討蔣中正並決定開除其黨籍，免去其本兼各職4月18日，蔣中正在南京另成立國民政府，和武漢國民政府對立，是為「寧漢分裂」。

### 南京十年
民國16年（1927年）4月，蔣中正在南京建立中央政府，定南京為首都。民國17年（1928年）東北易幟後，中華民國在名義上完成了統一。並在10年之內，同時進行了一些現代化建設，包括修建了早期的公路網。國民政府正式定都南京後，進行了大規模的首都建設。南京和上海脫離江蘇省成為獨立的院轄市，江蘇的省會則於民國18年（1929年）遷往鎮江。

### 抗日戰爭

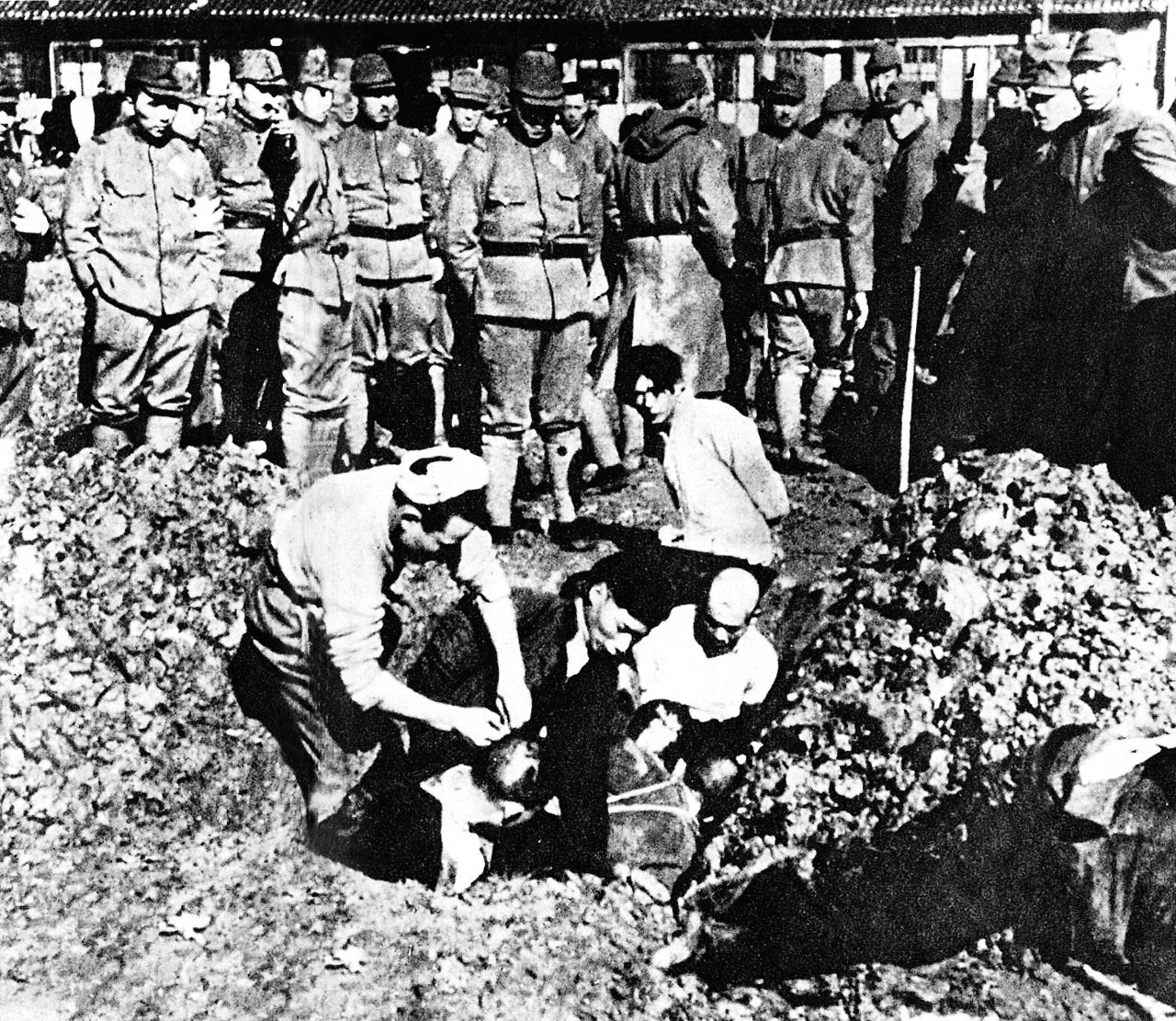
1937年南京大屠殺中，日軍強硬將中國平民押進坑中準備集體活埋。

民國26年（1937年）7月全面爆發的抗日戰爭中斷了中華民國的黃金時代。日軍的狂轟濫炸使得滬寧鐵路沿線的鎮江、無錫、蘇州等城市都受到不同程度的破壞。12月13日，南京陷落，3個月之久遭受日軍殘酷的南京大屠殺，造成约30万人遇难。滬寧鐵路沿線的鎮江、無錫、蘇州等城市的商業區也受到不同程度的破壞。鎮江陷落以後，江蘇省會遷往蘇北。南京成為中國東部淪陷區汪精衛傀儡政權的首都。汪兆銘政權的江蘇省省會設在蘇州，民國33年（1944年）曾以徐州為中心設立了淮海省。抗戰期間，中共的新四軍則在江蘇北部的農村地區立足，在鹽城設立軍部。到民國34年（1945年）戰爭結束時，新四軍攻佔了清江浦（淮陰），作為蘇皖邊區政府的首府。

### 全面內戰
戰後，國民政府從重慶還都南京，而中共控制了部分蘇北地區。11月30日，在淮阴县成立蘇皖邊區政府。不久，國民政府與立足东北與華北的中國共產黨爆發全面内战。民國35年（1946年）7月，國軍為保衛首都南京側翼安全，向蘇中和蘇北的新四軍駐地發動進攻。中共將領粟裕發起蘇中戰役，與國軍激戰到12月底，國軍佔領了蘇北全部城鎮，趕走了蘇北的新四軍政權。民國37年（1948年）11月遼西會戰後，國民政府為了避免徐州國軍重蹈東北國軍全軍被殲的覆轍，決定將主力收縮到津浦路的徐州至蚌埠段兩側，採取攻勢防禦，以阻止解放軍南下。必要時將放棄徐州，憑藉淮河進行抗擊，以確保南京、上海的安全。
1948年底，國軍、解放軍在徐州附近一帶進行的徐蚌會戰，國軍損失了近60萬大軍，解放軍攻佔長江長江中、下游以北的廣大地區。國軍在華東、中原戰場上的主要兵力喪失殆盡，首都南京及金融中心上海處於解放軍的直接威脅之下。同時，由於此戰國民黨黃埔軍系損失大半，造成蔣中正在中央政府內之地位動搖，以李宗仁、白崇禧為首的之桂系藉此對他攻擊，使蔣中正於民國38年（1949年）1月底被迫引退，由李宗仁代理總統職權。此时，解放军已抵近长江北岸，近逼南京城。1月26日，中共军队占领六合县（1958年后，属南京市）。27日，占领启东县，数日之间又攻占如皋县、南通縣和海门县，已抵近上海市。到了同年4月，國、共雙方和談宣告破裂。中共解放軍發動渡江戰役，迅速渡過長江，佔領江陰要塞，並攻陷首都南京，中華民國政府在此前已南遷至廣州；同月23日，中共解放軍進入省会鎮江縣，5月27日佔領上海，6月2日攻陷崇明，江蘇省政府撤往嵊泗列島。中共於江蘇省境分設蘇南、蘇北兩個行政公署。9月3日，中华民国政府将位于嵊泗列岛的嵊泗设治局升为嵊泗县（今属浙江省舟山市），使之成为中华民国江苏省最后管辖的县。
民國39年（1950年），國軍撤離海南島、舟山群島後，江蘇省主席丁治磐率領政府官員以及當地居民隨同國軍於5月18日起陸續撤離嵊泗，26日全數抵臺（一說是7月7日至8日撤離），中華民國的江蘇省至此完全淪陷。

## 管轄範圍

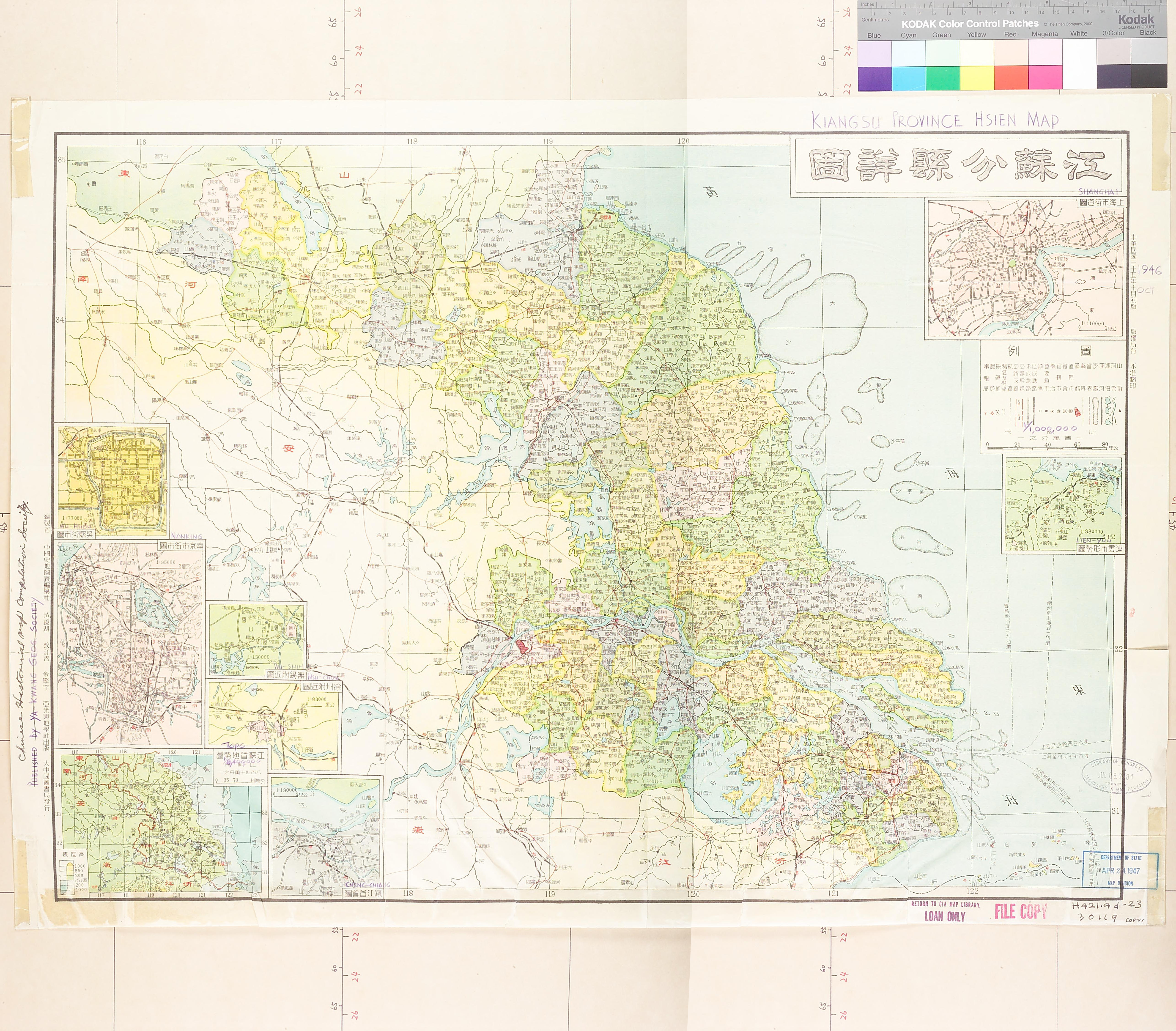
1946年亞光輿地學社出版的江蘇分縣詳圖

中華民國設立的江蘇省的範圍與大清設立的江蘇省除之後單獨設立的院轄市以外邊界沒有變化，大抵為今江苏省大部（除盱眙县、泗洪县大部），上海市，安徽省砀山县、萧县，以及浙江省嵊泗县大部。面積約為109,687平方公里。民國16年（1927年），上海、南京先後劃出置特別市，上海縣、寶山縣與江寧縣的轄境縮小。民國36年（1947年）全省土地面積為10萬8,314平方公里（一說10萬7,600平方公里）。東濱黃海，北鄰山東省，西界安徽省、河南省，南接浙江省。

## 人口
以下依據中華民國實業部《中國經濟年鑑》（1934年出版）、內政部統計司編《民國十七年各省市戶口調查統計報告》（1931年出版）、主計處統計局編《中華民國統計提要》（1940年出版）、中華民國年鑑社編《中華民國年鑑》（1952年出版，頁19-21）所提供的人口數據： 
| 調查年代       | 戶數      | 人口       | 男性       | 女性       | 每戶平均人口 | 性別比例 |
| -------------- | --------- | ---------- | ---------- | ---------- | ------------ | -------- |
| 1912年         | 6,077,000 | 32,283,000 | 16,966,000 | 15,317,000 | 5.31         | 110.80   |
| 1928年         | 6,887,000 | 34,126,000 | 18,160,000 | 15,966,000 | 4.96         | 113.74   |
| 1936年至1937年 | 7,537,000 | 36,469,000 | 19,424,000 | 17,045,000 | 4.84         | 113.96   |
| 1947年         | 7,586,000 | 36,080,000 | 18,601,000 | 17,479,000 |              | 106.42   |

據中華民國內政部戶政司於民國79年（1990年）臺閩地區戶口及住宅普查報告，臺閩地區籍貫為江蘇省的人數為23萬9,763人，佔非臺灣省籍269萬4,917人口當中的8.89%。

## 行政區劃

### 省、縣之間的行政區

#### 道制
辛亥革命後，清代在江蘇設置的各道自然消失。民國二年（1913年）1月8日，臨時大總統袁世凱的三個《劃一令》公布後，江蘇省因為國民黨勢力所控制，未立即設立道級行政區。直到7月，才以清代徐州道（淮徐道）所轄區域設徐州觀察使。8月，又以清代淮揚道區域設淮揚觀察使。民國三年（1914年）1月，以舊蘇松道區域設上海觀察使。5月，全省下式設立金陵、滬海、蘇常、淮揚、徐海5道。5月23日，任命各道道尹。民國十六年（1927年），北伐軍進入江蘇省，取消各道。
金陵道
民國三年（1914年）5月23日以清代江寧、鎮江二府轄境置。道尹為繁要缺，一等。駐江寧縣（今江蘇省南京市）。轄江寧、句容、溧水、高淳、江浦、六合、丹徒、丹陽、金壇、溧陽、揚中11縣。民國十六年（1927年）廢。
滬海道
原為上海道，民國三年（1914年）1月置，駐上海縣（今上海市黃浦區上海老城廂）。初轄上海、松江、南匯、崑山、寶山5縣，同年3月改轄上海、吳縣、吳江、常熟、崑山、松江、青浦、金山、奉賢、南匯、川沙、太倉、嘉定、寶山、崇明15縣。5月23日改為滬海道，道尹為繁要缺，一等。轄上海、松江、南匯、青浦、奉賢、金山、川沙、太倉、嘉定、寶山、崇明、海門12縣。民國十六年（1927年）廢。
蘇常道
民國3年（1914年）5月23日以清代蘇州、常州二府及通州直隸州轄境置。道尹為繁要缺，一等。駐吳縣（今江蘇省蘇州市）。轄吳縣、常熟、崑山、吳江、武進、無錫、宜興、江陰、靖江、南通、如皋、泰興12縣。民國十六年（1927年）廢。
淮揚道
民國2年（1913年）8月置，轄境為清代淮安、揚州二府區域。民國3年（1914年）5月23日駐淮陰縣（今江蘇省淮安市城區）。道尹為要缺，二等。轄淮陰、淮安、泗陽、漣水、阜寧、鹽城、江都、儀征、東台、興化、泰縣、高郵、寶應13縣。民國16年（1927年）廢。
徐海道
民國2年（1913年）7月置徐州道，觀察使駐銅山縣（今江蘇省徐州市城區）。民國3年（1914年）5月23日改置徐海道。道尹為要缺，二等。同年11月改繁要缺，一等。轄銅山、豐縣、沛縣、蕭縣、碭山、邳縣、宿遷、睢寧、東海、灌雲、沭陽、贛榆12縣。民國16年（1927年）廢。

#### 行政督察區
在江蘇省黨政委員分會裁撤以後，民國21年（1932年），依照江蘇省制定的《行政區監督組織規程》，將全省各縣分隸15個行政督察區。每區設置行政監督1人，簡任，兼領區內首縣縣長。此後，又改劃為13個行政督察區：

民國22年（1933年）3月，據國民政府行政院頒布的《各省行政督察專員專行條例》及豫鄂皖三省剿匪總司令部的《剿匪區內各省行政督察專員組織條例》，全省劃為13個行政督察區，每區設置行政督察專員1人，兼領區內首縣縣長。江蘇省政府認為所劃督察區太多，決定改劃為9區；同時為增加督察效率，決定試行專員不兼縣長。先於離省會較遠、縣政極待改進的江都、銅山、東海、淮陰、鹽城、南通等5區設置專員。民國24年（1935年），增設江寧區，成為第十區。民國25年（1936年）2月，又設松江、無錫2區。江都、溧陽2區因距省會較近，暫未設專員：

此後，區改以序號排例。民國26年（1937年）4月，第五區所轄的江浦、六合2縣劃歸第十區。民國28年（1939年）至33年（1944年）間又調整為九區：
民國34年（1945年）8月，增設第十區，轄江浦、六合、儀徵3縣，駐地未定；並將第四區崇明縣改隸第三區，第六區阜寧縣改隸第七區，第七區宿遷縣改隸第九區、寶應縣改隸第六區。

此後，仍置9區，但各區轄縣及駐地有所變化，連雲、徐州2市由省政府直轄：

### 縣級行政區
清代江蘇省在宣統三年（1911年）時，分為8府、1直隸廳、3直隸州，下轄4廳、3州、62縣。1911年辛亥革命爆发，11月，江苏巡抚程德全在苏州宣布江苏独立。不久，废苏州府。民國元年（1912年），全国廢府、州、廳建制，一律改縣。北洋政府時期，江蘇新析置灌雲縣，此外，由清代數縣合併者有11縣，由州、廳改名者有7縣，共轄有60縣。南京國府時期，先後設立啟東、嵊泗2縣，還設置過蘇州、無錫、徐州、連雲等市。民國38年（1949年）時，江蘇省劃分為9行政督察區，下轄2市、62縣。民國77年（1988）7月，行政院公布《中華民國各省（市）縣（市）行政區域代碼》，為各省縣市編定代碼，該法規於民國94年（2005）10月停用。江蘇省各縣、市沿革情況如下：
| 江蘇省     | 江蘇省     | 江蘇省   | 江蘇省 | 江蘇省 | 江蘇省                                                                                                   | 江蘇省        | 江蘇省 |
| 行政督察區 | 專署駐地   | 行政代碼 | 縣等級 | 縣市   | 駐地(2023年4月)                                                                                          | 北洋時期      | 沿革 |
| ---------- | ---------- | -------- | ------ | ------ | --- | ------------- | --- |
| 省政府直轄 | 省政府直轄 | 01050    | 不適用 | 徐州市 | 徐州城（今徐州市城區）                                                                                   | (徐海道)      | 汪兆銘政權所置。民國34年（1945年）10月，行政院核准析銅山縣城區置。民國36年（1947年）6月3日，行政院公佈《徐州市政府組織規程》。 |
| 省政府直轄 | 省政府直轄 | 01060    | 不適用 | 連雲市 | 連雲港（今連雲港市連雲區墟沟街道）                                                                       | (徐海道)      | 民國11年（1922年）曾設有海州商埠籌備處。民國24年（1935年）2月，江蘇省政府決定析灌雲縣墟溝老窑一帶及東海縣大浦鎮置市。內政部認為連雲人口約在10萬左右，稅收也不多，尚未達設市程度，但此地為演海重鎮，港埠市政的規劃設施實屬刻不容緩，故對江蘇省政府的提議，認為是一種變通辦法，可暫准備案。行政院復交內政、軍政、財政3部及江蘇省政府再行審查，准予籌備設市。8月1日成立市政府籌備處，12月行政院批准設市。以連島和雲台山首字命名。 |
| 第一區     | 丹陽縣     | 01001    | 一等   | 鎮江縣 | 今鎮江市城區                                                                                             | 金陵道        | 清代為鎮江府附郭丹徒縣，民國元年（1912年）1月裁府留縣。民國17年（1928年）7月25日國民政府核准改名。民國18年（1929年）7月27日以後為省會。 |
| 第一區     | 丹陽縣     | 01002    | 一等   | 江寧縣 | 駐南京市（今南京市城區）；民國23年（1934年）2月2日以後駐土山鎮（後稱東山鎮，今南京市江寧區驻地東山街道） | 金陵道 (駐地) | 清代為江寧府附郭上元縣、江寧縣，民國元年（1912年）1月裁府併縣設南京府，為南京臨時政府首都。4月，因臨時政府北遷，改為江寧縣。民國16年（1927年）析城區置南京特別市，國民政府定都於此。民國17年（1928年）8月前為江蘇省會。 |
| 第一區     | 丹陽縣     | 01003    | 三等   | 句容縣 | 今句容市駐地華陽街道                                                                                     | 金陵道        | |
| 第一區     | 丹陽縣     | 01004    | 四等   | 溧水縣 | 今南京市溧水區駐地永陽街道                                                                               | 金陵道        | |
| 第一區     | 丹陽縣     | 01005    | 四等   | 高淳縣 | 今南京市高淳區駐地淳溪街道                                                                               | 金陵道        | |
| 第一區     | 丹陽縣     | 01008    | 三等   | 丹陽縣 | 今丹陽市駐地雲陽街道                                                                                     | 金陵道        | |
| 第一區     | 丹陽縣     | 01009    | 三等   | 金壇縣 | 今常州市金壇區駐地金城鎮                                                                                 | 金陵道        | |
| 第一區     | 丹陽縣     | 01010    | 三等   | 溧陽縣 | 中橋（今溧陽市駐地溧城鎮）                                                                               | 金陵道        | |
| 第一區     | 丹陽縣     | 01031    | 二等   | 宜興縣 | 義興鎮（今宜興市駐地宜城街道）                                                                           | 蘇常道        | 清代為同城的宜興縣、荊溪縣。民國元年（1912年）1月荊溪縣併入宜興縣。 |
| 第二區     | 吳縣       | 01019    | 三等   | 太倉縣 | 今太倉市駐地城廂鎮                                                                                       | 滬海道        | 清代為太倉直隸州附郭鎮洋縣，民國元年（1912年）1月裁併改置太倉縣。 |
| 第二區     | 吳縣       | 01025    | 一等   | 吳縣   | 今蘇州市城區                                                                                             | 蘇常道 (駐地) | 清代為蘇州府附郭吳縣、長洲縣、元和縣，以及太湖廳、靖湖廳，民國元年（1912年）1月裁蘇州府，長洲縣、元和縣裁併入吳縣，4月太湖廳、靖湖廳裁併入吳縣。 |
| 第二區     | 吳縣       | 01026    | 二等   | 常熟縣 | 今常熟市駐地虞山街道                                                                                     | 蘇常道        | 清代为治所同城的常熟縣、昭文縣。民國元年（1912年）1月昭文縣裁併入常熟縣。 |
| 第二區     | 吳縣       | 01027    | 三等   | 山縣   | 王山市（今崑山市駐地玉山鎮）                                                                             | 蘇常道        | 清代為同城的崑山縣、新陽縣。民國元年（1912年）1月新陽縣裁併入山縣。 |
| 第二區     | 吳縣       | 01028    | 二等   | 吳江縣 | 今蘇州市吳江區駐地松陵街道                                                                               | 蘇常道        | 清代為同城的吳江縣、震澤縣。民國元年（1912年）1月震澤縣併入吳江縣。 |
| 第二區     | 吳縣       | 01029    | 一等   | 武進縣 | 今常州市城區                                                                                             | 蘇常道        | 清代為常州府附郭武進縣、陽湖縣，民國元年（1912年）1月裁常州府，陽湖縣裁併入武進縣。 |
| 第二區     | 吳縣       | 01030    | 一等   | 無錫縣 | 今無錫市城區                                                                                             | 蘇常道        | 清代為同城的無錫縣、金匱縣。民國元年（1912年）1月金匱縣併入無錫縣。 |
| 第二區     | 吳縣       | 01032    | 一等   | 江陰縣 | 今江陰市駐地澄江街道                                                                                     | 蘇常道        | |
| 第二區     | 吳縣       | 不適用   | 不適用 | 蘇州市 | 蘇州城（今蘇州市城區）                                                                                   | (蘇常道)      | 民國16年（1927年），江蘇省政府析吳縣城區置蘇州市政籌備處。民國17年（1928年）11月置蘇州市，並於12月13日任命市長。民國19年（1930年）4月，行政院以「與立法院最近另定原則草案不符」為由，裁入吳縣。 |
| 第二區     | 吳縣       | 不適用   | 不適用 | 無錫市 | 今無錫市城區                                                                                             | (蘇常道)      | 民國16年（1927年），江蘇省政府析無錫縣城區置無錫市，設市政府。民國18年（1929年）改設無錫市政籌備處。民國19年（1930年）4月裁撤。 |
| 第三區     | 松江縣     | 01012    | 三等   | 上海縣 | 南市（今上海市黃浦區老城廂）；民國26年（1937年）遷北橋鎮（今上海市閔行區顓橋鎮）                         | 滬海道 (駐地) | 民國16年（1927年）7月，縣境北部劃屬上海特別市。 |
| 第三區     | 松江縣     | 01013    | 二等   | 松江縣 | 松江市（今上海市松江區岳陽街道）                                                                         | 滬海道        | 清代為松江府附郭華亭縣、婁縣，民國元年（1912年）裁府，婁縣併入華亭縣。因與甘肅省縣名重名，於民國3年（1914年）1月更名，以清代為松江府治，且縣境有松江，故名。 |
| 第三區     | 松江縣     | 01014    | 三等   | 南匯縣 | 南匯城（今上海市浦東新區惠南鎮）                                                                         | 滬海道        | |
| 第三區     | 松江縣     | 01015    | 三等   | 青浦縣 | 青浦镇（今上海市青浦區夏陽街道）                                                                         | 滬海道        | |
| 第三區     | 松江縣     | 01016    | 三等   | 奉賢縣 | 奉賢城（南橋鎮，今上海市奉賢區奉城鎮）                                                                   | 滬海道        | |
| 第三區     | 松江縣     | 01017    | 四等   | 金山縣 | 金山城（朱涇市，今上海市金山區朱涇鎮                                                                     | 滬海道        | |
| 第三區     | 松江縣     | 01018    | 四等   | 川沙縣 | 城廂鎮（今上海市浦東新區川沙新鎮）                                                                       | 滬海道        | 清代為川沙廳，民國元年（1912年）1月改置縣。 |
| 第三區     | 松江縣     | 01020    | 三等   | 嘉定縣 | 疁城鎮（今上海市嘉定區嘉定鎮街道）                                                                       | 滬海道        | |
| 第三區     | 松江縣     | 01021    | 三等   | 寶山縣 | 城廂鎮（今上海市寶山區友誼路街道）                                                                       | 滬海道        | |
| 第三區     | 松江縣     | 01022    | 三等   | 崇明縣 | 崇明縣城（今上海市崇明區駐地城橋鎮）                                                                     | 滬海道        | |
| 第三區     | 松江縣     | 未定     | 未定   | 嵊泗縣 | 菜園鎮（今浙江省嵊泗縣駐地菜園鎮）                                                                       | (滬海道)      | 原為嵊泗列島，屬崇明縣。民國35年（1946年）12月，為江蘇省直屬區，相當於縣級，設有區長。民國36年（1947年）10月置嵊泗設治局。民國37年（1948年）改由海軍管轄。民國38年（1949年）9月3日改置縣，海軍嵊泗巡防處處長劉振鎧為首任縣長。 |
| 第四區     | 南通縣     | 01023    | 三等   | 啟東縣 | 鎮洋市（今啟東市駐地匯龍鎮）                                                                             | (滬海道)      | 民國18年（1929年）2月江蘇省析崇明縣外沙地區置。縣名取「啟我東疆」之義。同年7月18日行政院核准。 |
| 第四區     | 南通縣     | 01024    | 三等   | 海門縣 | 茅家鎮（今南通市海門區駐地海門街道）                                                                     | 滬海道        | 清代為海門直隸廳，民國元年（1912年）1月改置縣。 |
| 第四區     | 南通縣     | 01033    | 四等   | 靖江縣 | 靖城鎮（今靖江市城區靖城街道）                                                                           | 蘇常道        | |
| 第四區     | 南通縣     | 01034    | 一等   | 南通縣 | 今南通市城區                                                                                             | 蘇常道        | 清代為通州直隸州。民國元年（1912年）1月改置縣，因清代順天府通州位於北方，江蘇通州位於南方，故俗稱江蘇通州為南通州。 |
| 第四區     | 南通縣     | 01035    | 一等   | 如皋縣 | 今如皋市駐地如城街道                                                                                     | 蘇常道        | |
| 第五區     | 江都縣     | 01006    | 四等   | 江浦縣 | 珠江鎮（今南京市浦口區江浦街道）                                                                         | 金陵道        | |
| 第五區     | 江都縣     | 01007    | 三等   | 六合縣 | 六城鎮（今南京市六合區雄州街道）                                                                         | 金陵道        | |
| 第五區     | 江都縣     | 01011    | 四等   | 揚中縣 | 太平洲（今揚中市三茅街道東南）；民國2年（1913年）治三茅鎮（今揚中市城區三茅街道）                        | 金陵道        | 清代為太平廳。民國元年（1912年）1月改為太平縣。因與山西、安徽、浙江、四川縣名重名，民國3年（1914年）1月改名。因「該縣本為太平洲，孤峙揚子江」，故名。 |
| 第五區     | 江都縣     | 01036    | 二等   | 泰興縣 | 泰興鎮（今泰興市濟川街道）                                                                               | 蘇常道        | |
| 第五區     | 江都縣     | 01043    | 一等   | 江都縣 | 今揚州市城區                                                                                             | 淮揚道        | 清代為揚州府附郭江都縣、甘泉縣。民國元年（1912年）1月裁揚州府，甘泉縣裁撤併入江都縣。 |
| 第五區     | 江都縣     | 01044    | 四等   | 儀徵縣 | 今儀徵市駐地真州鎮                                                                                       | 淮揚道        | 清代為儀徵縣。清末避溥儀名諱，改稱揚子縣，民國元年（1912年）1月恢復原名。 |
| 第五區     | 江都縣     | 01047    | 二等   | 泰縣   | 泰州城（今泰州市城區）                                                                                   | 淮揚道        | 清代為泰州，民國元年（1912年）1月改置縣。 |
| 第五區     | 江都縣     | 01048    | 二等   | 高郵縣 | 今高郵市駐地高郵街道                                                                                     | 淮揚道        | 清代為高郵州，民國元年（1912年）1月改置縣。 |
| 第六區     | 鹽城縣     | 01041    | 一等   | 阜寧縣 | 今阜寧縣駐地阜城街道                                                                                     | 淮揚道        | |
| 第六區     | 鹽城縣     | 01042    | 一等   | 鹽城縣 | 城厢市（今鹽城市城区）                                                                                   | 淮揚道        | |
| 第六區     | 鹽城縣     | 01045    | 二等   | 東台縣 | 今東台市駐地東台鎮                                                                                       | 淮揚道        | |
| 第六區     | 鹽城縣     | 01046    | 三等   | 興化縣 | 今興化市駐地昭陽街道                                                                                     | 淮揚道        | |
| 第七區     | 淮陰縣     | 01037    | 二等   | 淮陰縣 | 清江浦（今淮安市清江浦区）                                                                               | 淮揚道 (駐地) | 清代為清河縣。因與直隸省縣名重名，民國3年（1914年）1月易名。因漢代為淮陰縣地，故名。 |
| 第七區     | 淮陰縣     | 01038    | 二等   | 淮安縣 | 今淮安市淮安區駐地淮城街道                                                                               | 淮揚道        | 清代為淮安府附郭山陽縣，民國元年（1912年）1月裁府留縣。因與陝西省縣名重名，民國3年（1914年）1月改名。以舊府名得名。 |
| 第七區     | 淮陰縣     | 01039    | 三等   | 泗陽縣 | 老泗陽（今泗陽縣東南城廂鎮）；民國34年（1945年）遷治眾興鎮（今泗陽縣駐地眾興鎮）                         | 淮揚道        | 清代為桃源縣。因與湖南省縣名重名，民國3年（1914年）1月改名。因漢代置泗陽縣於此，且泗水在縣北，故名。 |
| 第七區     | 淮陰縣     | 01040    | 未定   | 漣水縣 | 今漣水縣駐地漣城鎮                                                                                       | 淮揚道        | 清代為安東縣。因與奉天省縣名重名，民國3年（1914年）1月改名。因隋代古縣名得名。 |
| 第七區     | 淮陰縣     | 01049    | 三等   | 寶應縣 | 縣城鎮（今寶應縣駐地安宜鎮）                                                                             | 淮揚道        | |
| 第七區     | 淮陰縣     | 01057    | 三等   | 宿遷縣 | 宿城鎮（今宿遷市宿城區）                                                                                 | 徐海道        | |
| 第八區     | 東海縣     | 01059    | 二等   | 東海縣 | 海州城（今連雲港市海州區）                                                                               | 徐海道        | 清代為海州直隸州。民國元年（1912年）1月改置縣。 |
| 第八區     | 東海縣     | 01061    | 二等   | 灌雲縣 | 板浦鎮（今連雲港市海州區北板浦鎮）                                                                       | 徐海道        | 民國元年（1912年）4月析東海縣11鎮置。 |
| 第八區     | 東海縣     | 01062    | 三等   | 沭陽縣 | 今沭陽縣駐地沭城鎮                                                                                       | 滬海道        | |
| 第八區     | 東海縣     | 01063    | 三等   | 贛榆縣 | 城里（今連雲港市贛榆區駐地贛馬鎮）                                                                       | 滬海道        | |
| 第九區     | 銅山縣     | 01051    | 一等   | 銅山縣 | 今徐州市城區                                                                                             | 徐海道 (駐地) | 清代為徐州府附郭銅山縣。民國元年（1912年）1月廢府留縣。 |
| 第九區     | 銅山縣     | 01052    | 三等   | 豐縣   | 城關鎮（今豐縣駐地鳳城街道）                                                                             | 徐海道        | |
| 第九區     | 銅山縣     | 01053    | 三等   | 沛縣   | 今沛縣駐地沛城街道                                                                                       | 徐海道        | |
| 第九區     | 銅山縣     | 01054    | 三等   | 蕭縣   | 今安徽省蕭縣駐地龍城鎮                                                                                   | 徐海道        | |
| 第九區     | 銅山縣     | 01055    | 三等   | 碭山縣 | 城關鎮（今安徽省碭山縣駐地碭城鎮）                                                                       | 徐海道        | |
| 第九區     | 銅山縣     | 01056    | 三等   | 邳縣   | 邳州城（邳城鎮，今邳州市駐地邳城鎮）                                                                     | 徐海道        | 清代為邳州。民國元年（1912年）1月改置縣。 |
| 第九區     | 銅山縣     | 01058    | 三等   | 睢寧縣 | 睢城市（今睢寧縣駐地睢城街道）                                                                           | 徐海道        | |

## 行政區劃年表
| 江蘇省行政區劃年表                                                        |          |    |    |    |      | |
| 說明：「?」表示不能確定其發生年份或月份，故放於最有可能的一年內，詳見注釋 |          |    |    |    |      | |
| 西元                                                                      | 民國紀元 | 縣 | 市 | 局 | 其他 | 行政區劃變更 |
| 1912年                                                                    | 民國1年  | 60 |    |    |      | - 廢江寧府及上元、江寧2縣，改制為南京府（1月） - 廢鎮江府留丹徒縣（1月） - 省荊溪縣入宜興縣（1月） - 省鎮洋縣入太倉直隸州；改太倉直隸州為太倉縣（1月） - 廢蘇州府，省長洲縣、元和縣入吳縣（1月） - 省昭文縣入常熟縣（1月） - 省陽新縣入山縣（1月） - 省震澤縣入吳江縣（1月） - 廢常州府，省陽湖縣入武進縣（1月） - 省金匱縣入無錫縣（1月） - 廢松江府，省婁縣入華亭縣（1月） - 廢揚州府，省甘泉縣入江都縣（1月） - 廢淮安府留山陽縣（1月） - 廢徐州府留銅山縣（1月） - 改川沙廳為川沙縣（1月） - 改海門直隸廳為海門縣（1月） - 改通州直隸州為南通縣（1月） - 改太平廳為太平縣（1月） - 改泰州為泰縣（1月） - 改高郵州為高郵縣（1月） - 改海州直隸州為東海縣（1月） - 改邳州為邳縣（1月） - 揚子縣改名儀徵縣（1月） - 改南京府為江寧縣（4月） - 省太湖廳、靖湖廳入吳縣（4月） - 析東海縣置灌雲縣（4月） |
| 1913年                                                                    | 民國2年  | 60 |    |    |      | |
| 1914年                                                                    | 民國3年  | 60 |    |    |      | - 華亭縣改名松江縣（1月） - 太平縣改名揚中縣（1月） - 青河縣改名淮陰縣（1月） - 桃源縣改名泗陽縣（1月） - 安東縣改名漣水縣（1月） |
| 1915年                                                                    | 民國4年  | 60 |    |    |      | |
| 1916年                                                                    | 民國5年  | 60 |    |    |      | |
| 1917年                                                                    | 民國6年  | 60 |    |    |      | |
| 1918年                                                                    | 民國7年  | 60 |    |    |      | |
| 1919年                                                                    | 民國8年  | 60 |    |    |      | |
| 1920年                                                                    | 民國9年  | 60 |    |    |      | |
| 1921年                                                                    | 民國10年 | 60 |    |    |      | |
| 1922年                                                                    | 民國11年 | 60 |    |    |      | |
| 1923年                                                                    | 民國12年 | 60 |    |    |      | |
| 1924年                                                                    | 民國13年 | 60 |    |    |      | |
| 1925年                                                                    | 民國14年 | 60 |    |    |      | |
| 1926年                                                                    | 民國15年 | 60 |    |    |      | |
| 1927年                                                                    | 民國16年 | 60 | 1  |    |      | - 析無錫縣置無錫市（?） |
| 1928年                                                                    | 民國17年 | 60 | 2  |    |      | - 丹徒縣改名鎮江縣（7月） - 析吳縣置蘇州市（11月） |
| 1929年                                                                    | 民國18年 | 61 | 2  |    |      | - 析崇明縣置啟東縣（2月） |
| 1930年                                                                    | 民國19年 | 61 |    |    |      | - 省蘇州市入吳縣（4月） - 省無錫市入無錫縣（4月） |
| 1931年                                                                    | 民國20年 | 61 |    |    |      | |
| 1932年                                                                    | 民國21年 | 61 |    |    |      | |
| 1933年                                                                    | 民國22年 | 61 |    |    |      | |
| 1934年                                                                    | 民國23年 | 61 |    |    |      | |
| 1935年                                                                    | 民國24年 | 61 | 1  |    |      | - 析灌雲縣、東海縣置連雲市（2月） |
| 1936年                                                                    | 民國25年 | 61 | 1  |    |      | |
| 1937年                                                                    | 民國26年 | 61 | 1  |    |      | |
| 1938年                                                                    | 民國27年 | 61 | 1  |    |      | |
| 1939年                                                                    | 民國28年 | 61 | 1  |    |      | |
| 1940年                                                                    | 民國29年 | 61 | 1  |    |      | |
| 1941年                                                                    | 民國30年 | 61 | 1  |    |      | |
| 1942年                                                                    | 民國31年 | 61 | 1  |    |      | |
| 1943年                                                                    | 民國32年 | 61 | 1  |    |      | |
| 1944年                                                                    | 民國33年 | 61 | 1  |    |      | |
| 1945年                                                                    | 民國34年 | 61 | 2  |    |      | - 析銅山縣置徐州市（10月） |
| 1946年                                                                    | 民國35年 | 61 | 2  |    |      | |
| 1947年                                                                    | 民國36年 | 61 | 2  | 1  |      | - 析崇明縣置嵊泗設治局（10月） |
| 1948年                                                                    | 民國37年 | 61 | 2  | 1  |      | |
| 1949年                                                                    | 民國38年 | 62 | 2  |    |      | - 改嵊泗設治局為嵊泗縣（9月） |

## 政府體制

### 省會
清代江蘇省有二省會，分別為南京和蘇州。中華民國臨時政府成立後，因南京為臨時政府首都，江蘇都督府遷駐吳縣（今蘇州市）。此後，復以江寧縣（今南京市）為省會。民國16年（1927年）7月27日，南京成立特別市，為國民政府所在地，不再受江蘇管轄，但江蘇省會依舊寄治南京；直到民國18年（1929年）二月，江蘇省會自南京移至鎮江縣。民國26年（1937年）抗戰爆發不久，江蘇省境大部分淪陷。11月，省會暫遷至江都縣；12月，再遷至淮陰縣；民國28年（1939年）3月，再遷至“自古昭陽好避兵”的蘇北重鎮興化縣；民國三十年（1941年）4月，因日軍入侵，省政府遷至淮安縣車橋；民國32年（1943年）10月，省政府暫遷安徽省太和縣辦公；民國三十三年（1944年）省政府暫遷安徽省阜陽縣李寨辦公。民國34年（1945年）抗戰勝利後，江蘇省政府於9月遷回鎮江縣，民國38年（1949年）4月23日中共解放軍進入鎮江縣，江蘇省政府遷至崇明縣。6月又遷至嵊泗列島，至民國39年（1950年）5月中旬撤離來臺。

### 省行政機構
宣統三年（1911年）辛亥革命爆發後，江蘇省建立了許多軍政府。同年11月3日，上海起義。11月5日，江蘇巡撫程德全在蘇州宣佈獨立，並於當日建立江蘇都督府，下設參謀廳及民政等5部。次日，滬軍都督府在上海成立，下設司令部、軍務部、民政部等10部。同日，吳淞軍政分府在宝山縣吳淞成立。12月2日，江浙聯軍攻克南京，江蘇都督府遷往南京。在此前後，多處軍政分府及都督府相繼建立：11月4日建立青江浦軍政分府（江北都督府）；11月6日建立松江軍政分府、錫金軍政分府；11月7日建立鎮江都督府；11月8日建立嘉定軍政分府、南通軍政分府；11月9日建立揚州軍政分府；11月14日建立徐州軍政分府；12月2日建立江寧都督府。
民國元年（1912年）元旦，中華民國臨時政府在南京成立。1月9日，江蘇都督府遷回蘇州。此後廢鎮江都督府，置江北都督、徐州軍政長，為江蘇都督府的軍政分府。滬軍都督府改置民政等廳，並於9月併入浙江都督府的軍政分府。南京臨時政府結束後，江蘇都督府再次遷往南京。11月19日，置江蘇民政長，為全省民政長官，下設民政、內務等司。12月，軍民分治，省行政公署成立。民國三年（1914年）5月23日，改民政長為巡按使，下設政務、財政等廳。民國5年（1916年）7月6日，改巡按使為省長。
民國16年（1927年）3月23日，國民黨中央政治會議議決建立江蘇省政務委員會，籌備建省事宜，並執行政務。25日，武漢國民政府發佈任命令。4月1日，蔣中正以國民革命軍總司令名義裁撤江蘇省政務委員會，建立江蘇省臨時政務委員會、臨時軍事委員會、臨時財政委員會，並規定3個委員會的委員分別兼任上海臨時政務、軍事財務委員會的委員。同日，蔣中正發佈任命令。4月26日，南京國民政府下令改組江蘇省政務委員會，取消主席制，從委員中推選5人為常務委員，下設民政、財政、教育、建設、農工、司法、軍事7廳；同時裁撤省臨時政委員會、臨時軍事委員會、臨時財政委員會。10月28日，南京國府第11次常務會議議決，將江蘇省政務委員會改組為省政府委員會。11月1日，改組成江蘇省政府，下設民政、財政等廳。民國二十六年（1937年），因日軍入侵，國民政府於11月26日令改組省政府委員會。12月，日軍攻陷江蘇全省，江蘇省政府成為地方流亡政府。民國34年（1945年）8月，抗戰結束，江蘇省政府恢復其行政管轄區域。10月26日，國民政府下令改組省政府。民國37年（1948年）9月1日，再改組省政府。民國38年（1949年），因中共解放軍進入蘇南，江蘇省政府遷往崇明、嵊泗一帶。省政府的行政機構，隨著民國39年（1950年）隨著國軍撤離嵊泗而消亡。

### 江南行署、徐州行署、江蘇特別行政區
抗日戰爭期間，民國32年（1943年）1月28日設置江南行政公署（一作1939年1月1日置），行署駐今安徽省黃山市屯溪區附近的梅林，代行江蘇省政府職權，管理長江以南地區；2月16日設置徐州行政公署（一作1939年3月4日置），行署駐地不詳，代行江蘇省政府職權，管理長江以北地區；12月，又以長江以北鹽城、寶應以東地方設置江蘇特別行政區，直隸重慶國民政府。民國34年（1945年）抗戰勝利後，於9月裁撤各行署。

### 歷任江蘇省軍政長官、省政府主席

#### 北洋政府時期軍政長官
| 姓名                 | 就任日期       | 離任日期       | 備註                 |
| 江蘇省都督           |                |                |                      |
| 程德全               | 1911年11月5日  | 1912年1月1日   | 武昌起義後被推為都督 |
| 莊蘊寬               | 1912年1月1日   | 1912年4月13日  | 代理                 |
| 程德全               | 1912年4月13日  | 1913年9月3日   |                      |
| 章梓                 | 1913年7月17日  | 1913年9月3日   | 代理                 |
| 張勳                 | 1913年9月3日   | 1913年12月16日 |                      |
| 馮國璋               | 1913年12月16日 | 1914年6月30日  | 署理                 |
| 江蘇省將軍           |                |                |                      |
| 馮國璋               | 1914年6月30日  | 1916年7月6日   |                      |
| 江蘇省督軍           |                |                |                      |
| 馮國璋               | 1916年7月6日   | 1917年8月1日   |                      |
| 齊耀琳               | 1917年7月8日   | 1917年8月6日   | 代理                 |
| 李純                 | 1917年8月6日   | 1920年10月12日 |                      |
| 齊燮元               | 1920年10月15日 | 1920年12月3日  | 代理                 |
| 齊燮元               | 1920年12月3日  | 1921年9月4日   | 署理                 |
| 齊燮元               | 1921年9月4日   | 1924年12月11日 |                      |
| 督辦江蘇軍務善後事宜 |                |                |                      |
| 韓國鈞               | 1924年12月11日 | 1925年1月6日   | 兼署                 |
| 江蘇省督辦           |                |                |                      |
| 盧永祥               | 1925年1月16日  | 1925年8月3日   | 兼任                 |
| 鄭謙                 | 1925年8月1日   | 1925年8月29日  | 兼辦                 |
| 楊宇霆               | 1925年8月29日  | 1925年11月25日 |                      |
| 孫傳芳               | 1925年11月25日 | 1927年3月24日  |                      |

#### 北洋政府時期民政長官
| 姓名         | 就任日期       | 離任日期       | 備註 |
| 江蘇省民政長 |                |                |      |
| 應德閎       | 1912年11月19日 | 1913年9月6日   |      |
| 韓國鈞       | 1913年9月9日   | 1914年5月23日  |      |
| 江蘇省巡按使 |                |                |      |
| 韓國鈞       | 1914年5月23日  | 1914年7月15日  |      |
| 齊耀琳       | 1914年7月15日  | 1916年7月6日   |      |
| 江蘇省省長   |                |                |      |
| 齊耀琳       | 1916年7月6日   | 1920年9月18日  |      |
| 王瑚         | 1920年9月18日  | 1922年6月15日  |      |
| 韓國鈞       | 1922年6月15日  | 1925年2月14日  |      |
| 鄭謙         | 1925年2月14日  | 1925年12月1日  |      |
| 陳陶遺       | 1925年12月1日  | 1926年12月24日 |      |
| 徐鼎康       | 1926年12月24日 | 1927年3月24日  |      |

#### 國民政府時期省政府主席
| 姓名           | 就任日期       | 離任日期       | 備註 |
| 江蘇省政府主席 |                |                |      |
| 鈕永建         | 1927年11月1日  | 1930年3月17日  |      |
| 葉楚傖         | 1930年3月17日  | 1931年12月15日 |      |
| 顧祝同         | 1931年12月15日 | 1933年10月3日  |      |
| 陳果夫         | 1933年10月3日  | 1937年11月26日 |      |
| 顧祝同         | 1937年11月26日 | 1939年10月13日 |      |
| 韓德勤         | 1938年5月12日  | 1939年10月13日 | 代理 |
| 韓德勤         | 1939年10月13日 | 1945年1月10日  |      |
| 王懋功         | 1945年1月10日  | 1948年9月2日   |      |
| 丁治磐         | 1948年9月2日   | 1950年5月21日  |      |

#### 汪精衛政權時期江蘇省負責人
省長
- 陳則民：1940年3月30日 - 1940年6月20日

省政府主席
- 高冠吾：1940年6月20日 - 1943年1月20日

省長
- 李士群：1943年1月20日 - 9月9日
- 陳群：1943年9月9日 - 1944年11月2日
- 任援道：1944年11月2日 - 1945年5月3日
- 項致荘：1945年5月3日 - 8月〔廢止〕

### 引用
1. ↑  李長傅，《分省地誌 江蘇》，中華書局，民國二十五年，第5頁。
2. ↑  內政部方域司，《中華民國行政區域簡表》（第11版），上海商務印書館，民國三十六年，第9頁。
3. ↑  .   [2012-10-21]. （原始内容存档于2011-07-25）.
4. ↑  行政院戶口普查處編. 中華民國79年臺閩地區戶口及住宅普查報告. 臺北市: 行政院戶口普查處. 1992
5. ↑  《國民政府公報》第2843號，民國36年6月5日，第5頁。
6. ↑  《國民政府公報》第78號，民國17年7月，第79頁。
7. ↑  《國民政府公報》第1400號，民國23年4月1日，第11頁。
8. ↑  《國民政府公報》第1801號，民國24年7月24日，第6頁。
9. ↑  《國民政府公報》第45號，民國17年12月17日，第8頁。
10. ↑  《國民政府公報》第452號，民國19年4月24日，第5頁。
11. 1 2  《內務部改定各省重複縣名及存廢理由清單》。
12. ↑  《國民政府公報》第2964號，民國36年10月27日，第13頁。
13. ↑  《總統府公報》第241號，民國38年11月7日，第9冊。
14. ↑  《國民政府公報》第237號，民國18年8月8日，第8頁。
15. ↑  [永久] 行政區劃論壇「長白的民國系列之二——因抗日戰爭而被迫的駐地遷移
」。
16. ↑  江蘇省長公署統計處：《江蘇省政治年鑑》，民國13年，第2頁。
17. ↑  《中華民國史事日志》，1948，中華民國三十七年戊子。
18. 1 2  傅林祥、鄭寶恆：《中國行政區劃通史 中華民國卷》，第156頁。
19. 1 2  [永久] 行政區劃論壇「國府的省轄行署」。
20. ↑  《國民政府公報》渝字第603號，民國32年12月11日，第19頁。

## 外部連結
- 江蘇省 - 行政區劃網 （页面存档备份，存于）
- 王豐的民國傳記博客
- 洪定國的地理資料庫 - 大地耕者 - 網易博客